# OpenDOS
OpenDOS is een freeware MS-DOS-compatibel besturingssysteem. Het is ook bekend onder de noemer DR-DOS (Digital Research Disk Operating System).

## Geschiedenis
Kort na het uitbrengen van DR-DOS 6, nam Novell de ontwikkelaar van DR-DOS, Digital Research over. DR-DOS 6 werd heruitgebracht onder de naam Novell DOS. De daaropvolgende versie werd Novell DOS 7. Vervolgens werd het product verkocht aan Caldera Systems waar het zijn huidige naam verwierf. OpenDOS is een link naar Caldera Systems’ OpenLinux, een Linux besturingssysteem dat veel weg heeft van een Unix-systeem.
OpenDOS is uitgebracht voor niet-commercieel gebruik. De eerste codes werden uitgebracht onder versie 7.01. Dit was in januari 1996. Versie 7.02 is momenteel de enige versie die nu beschikbaar is. Deze versie kan werken onder Windows 3.1 en Windows voor werkgroepen 3.11. Men beweert bij Caldera ook dat OpenDOS kan werken onder Windows 95, deze versie is nooit vrijgegeven. Na nog een paar naamwijzigingen is er nu nog een uitgebrachte versie, namelijk "Caldera DR-DOS 7.03".